# Gran Bretagna ai Giochi della XXIX Olimpiade
Il Regno Unito (con il nome di Gran Bretagna) ha partecipato ai Giochi della XXIX Olimpiade di Pechino, svoltisi dall'8 al 24 agosto 2008, con una delegazione di 304 atleti.

## Medaglie
| Medaglia | Atleta | Sport              | Evento                             |
| -------- | --- | ------------------ | ---------------------------------- |
| Oro      | Nicole Cooke | Ciclismo           | Corsa in linea femminile           |
| Oro      | Bradley Wiggins | Ciclismo           | Inseguimento individuale maschile  |
| Oro      | Chris Hoy | Ciclismo           | Keirin maschile                    |
| Oro      | Chris Hoy Jason Kenny Jamie Staff | Ciclismo           | Velocità a squadre maschile        |
| Oro      | Rebecca Romero | Ciclismo           | Inseguimento individuale femminile |
| Oro      | Victoria Pendleton | Ciclismo           | Velocità femminile                 |
| Oro      | Chris Hoy | Ciclismo           | Velocità maschile                  |
| Oro      | Ed Clancy Paul Manning Geraint Thomas Bradley Wiggins                                                                                        | Ciclismo           | Inseguimento a squadre maschile    |
| Oro      | Rebecca Adlington | Nuoto              | 400 m stile libero femminili       |
| Oro      | Rebecca Adlington | Nuoto              | 800 m stile libero femminili       |
| Oro      | Sarah Ayton Sarah Webb Pippa Wilson | Vela               | Yngling                            |
| Oro      | Ben Ainslie | Vela               | Finn                               |
| Oro      | Paul Goodison | Vela               | Laser maschile                     |
| Oro      | Iain Percy Andrew Simpson | Vela               | Star                               |
| Oro      | Tom James Andrew Triggs Hodge Peter Reed Steve Williams                                                                                      | Canottaggio        | 4 senza maschile                   |
| Oro      | Mark Hunter Zac Purchase | Canottaggio        | 2 di coppia pesi leggeri maschile  |
| Oro      | Christine Ohurougu | Atletica leggera   | 400 m femminili                    |
| Oro      | Tim Brabants | Canoa/kayak        | K1 1000 m maschile                 |
| Oro      | James DeGale | Pugilato           | Pesi medi                          |
| Argento  | David Florence | Canoa/kayak        | Slalom C1 maschile                 |
| Argento  | Emma Pooley | Ciclismo           | Cronometor femminile               |
| Argento  | Ross Edgar | Ciclismo           | Keirin maschile                    |
| Argento  | Wendy Houvenaghel | Ciclismo           | Inseguimento individuale femminile |
| Argento  | Jason Kenny | Ciclismo           | Velocità maschile                  |
| Argento  | Debbie Flood Katherine Grainger Frances Houghton Annabel Vernon                                                                              | Canottaggio        | 4 di coppia femminile              |
| Argento  | Richard Egington Alastair Heathcote Matthew Langridge Tom Lucy Acer Nethercott (timoniere) Alex Partridge Colin Smith Tom Stallard Josh West | Canottaggio        | Otto maschile                      |
| Argento  | Keri-Anne Payne | Nuoto              | Fondo 10 km femminile              |
| Argento  | David Davies | Nuoto              | Fondo 10 km maschile               |
| Argento  | Jonathan Glanfield Nick Rogers | Vela               | 470 maschile                       |
| Argento  | Germaine Mason | Atletica leggera   | Salto in alto maschile             |
| Argento  | Phillips Idowu | Atletica leggera   | Salto triplo maschile              |
| Argento  | Heather Fell | Pentathlon moderno | Gara femminile                     |
| Bronzo   | Kristina Cook Daisy Dick William Fox-Pitt | Equitazione        | Concorso completo a squadre        |
| Bronzo   | Kristina Cook | Equitazione        | Concorso completo individuale      |
| Bronzo   | Joanne Jackson | Nuoto              | 400 m stile libero femminili       |
| Bronzo   | Cassandra Patten | Nuoto              | Fondo 10 km femminile              |
| Bronzo   | Anna Bebington Elise Laverick | Canottaggio        | 2 di coppia maschile               |
| Bronzo   | Stephen Rowbotham Matthew Wells | Canottaggio        | 2 di coppia maschile               |
| Bronzo   | Chris Newton | Ciclismo           | Corsa a punti maschile             |
| Bronzo   | Steven Burke | Ciclismo           | Inseguimento individuale maschile  |
| Bronzo   | Louis Smith | Ginnastica         | Cavallo maschile                   |
| Bronzo   | Bryony Shaw | Vela               | Windsurf femminile                 |
| Bronzo   | Tasha Danvers | Atletica leggera   | 400 m ostacoli femminili           |
| Bronzo   | Tony Jeffries | Pugilato           | Pesi mediomassimi                  |
| Bronzo   | David Price | Pugilato           | Pesi supermassimi                  |
| Bronzo   | Tim Brabants | Canoa/kayak        | K1 500 m maschile                  |
| Bronzo   | Sarah Stevenson | Taekwondo          | +67 kg femminile                   |

### Medaglie per disciplina
| Sport              | Oro | Argento | Bronzo | Totale |
| ------------------ | --- | ------- | ------ | ------ |
| Ciclismo           | 8   | 4       | 2      | 14     |
| Vela               | 4   | 1       | 1      | 6      |
| Canottaggio        | 2   | 2       | 2      | 6      |
| Nuoto              | 2   | 2       | 2      | 6      |
| Atletica leggera   | 1   | 2       | 1      | 4      |
| Canoa/kayak        | 1   | 1       | 1      | 3      |
| Pugilato           | 1   | 0       | 2      | 3      |
| Pentathlon moderno | 0   | 1       | 0      | 1      |
| Equitazione        | 0   | 0       | 2      | 2      |
| Ginnastica         | 0   | 0       | 1      | 1      |
| Taekwondo          | 0   | 0       | 1      | 1      |

### Plurimedagliati
| Atleta            | Sport       | Oro | Argento | Bronzo | Totale |
| ----------------- | ----------- | --- | ------- | ------ | ------ |
| Chris Hoy         | Ciclismo    | 3   | 0       | 0      | 3      |
| Bradley Wiggins   | Ciclismo    | 2   | 0       | 0      | 2      |
| Rebecca Adlington | Nuoto       | 2   | 0       | 0      | 2      |
| Jason Kenny       | Ciclismo    | 1   | 1       | 0      | 2      |
| Tim Brabants      | Canoa/kayak | 1   | 0       | 1      | 2      |
| Kristina Cook     | Equitazione | 0   | 0       | 2      | 2      |

## Atletica leggera

### Gare maschili
| Gara              | Atleta                                                                          | Batterie | Batterie | Quarti  | Quarti | Semifinali   | Semifinali   | Finale  | Finale |
| Gara              | Atleta                                                                          | Tempo    | Pos.     | Tempo   | Pos.   | Tempo        | Pos.         | Tempo   | Pos.   |
| ----------------- | ------------------------------------------------------------------------------- | -------- | -------- | ------- | ------ | ------------ | ------------ | ------- | ------ |
| 100 m             | Tyrone Edgar                                                                    | 10"13    | 1        | 10"10   | 3      | 10"18        | 7            |         |        |
| 100 m             | Craig Pickering                                                                 | 10"21    | 3        | 10"18   | 5      |              |              |         |        |
| 100 m             | Simeon Williamson                                                               | 10"42    | 3        | 10"32   | 4      |              |              |         |        |
| 200 m             | Marlon Devonish                                                                 | 20"49    | 1        | 20"43   | 4      | 20"57        | 7            |         |        |
| 200 m             | Christian Malcolm                                                               | 20"42    | 2        | 20"30   | 4      | 20"25        | 4            | 20"40   | 5      |
| 400 m             | Martyn Rooney                                                                   |          |          | 45"00   | 1      | 44"60        | 2            | 45"12   | 6      |
| 400 m             | Andrew Steele                                                                   |          |          | 44"94   | 1      | 45"59        | 7            |         |        |
| 800 m             | Michael Rimmer                                                                  |          |          | 1'47"61 | 1      | 1'48"07      | 6            |         |        |
| 1500 m            | Andrew Baddeley                                                                 |          |          | 3'36"47 | 3      | 3'37"47      | 3            | 3'35"27 | 7      |
| 1500 m            | Thomas Lancashire                                                               |          |          | 3'43"40 | 7      |              |              |         |        |
| 5000 m            | Mo Farah                                                                        |          |          |         |        | 13'50"95     | 6            |         |        |
| 110 m ostacoli    | Allan Scott                                                                     | 13"56    | 3        | 13"66   | 6      |              |              |         |        |
| 110 m ostacoli    | Andy Turner                                                                     | 13"56    | 2        | 13"53   | 5      |              |              |         |        |
| 3000 siepi        | Andrew Lemoncello                                                               |          |          |         |        | 8'36"06      | 10           |         |        |
| Staffetta 4x100 m | Marlon Devonish Tyrone Edgar Craig Pickering Simeon Williamson                  |          |          |         |        | squalificati | squalificati |         |        |
| Staffetta 4x400 m | Michael Bingham Richard Buck Dale Garland Martyn Rooney Andrew Steele Rob Tobin |          |          |         |        | 2'59"33      | 1            | 2'58"81 | 4      |

| Gara     | Atleta       | Tempo     | Posizione |
| -------- | ------------ | --------- | --------- |
| Maratona | Dan Robinson | 2h 16'14" | 24        |

| Gara             | Atleta          | Qualificazioni | Qualificazioni | Finale  | Finale  |
| Gara             | Atleta          | Misura         | Pos.           | Misura  | Pos.    |
| ---------------- | --------------- | -------------- | -------------- | ------- | ------- |
| Salto in alto    | Martyn Bernard  | 2,29 m         | 6              | 2,25 m  | 9       |
| Salto in alto    | Germaine Mason  | 2,29 m         | 1              | 2,34 m  | Argento |
| Salto in alto    | Tom Parsons     | 2,25 m         | 12             | 2,23 m  | 8       |
| Salto con l'asta | Steven Lewis    | nessuna misura | -              |         |         |
| Salto in lungo   | Greg Rutherford | 8,16 m         | 3              | 7,84 m  | 10      |
| Salto in lungo   | Chris Tomlinson | 7,70 m         | 13             |         |         |
| Salto triplo     | Larry Achike    | 17,18 m        | 7              | 17,17 m | 7       |
| Salto triplo     | Nathan Douglas  | 16,72 m        | 20             |         |         |
| Salto triplo     | Phillips Idowu  | 17,44 m        | 1              | 17,62 m | Argento |

| Prova                  | Daniel Awde | Daniel Awde | Daniel Awde |
| Prova                  | Risultato   | Punti       | Pos.        |
| ---------------------- | ----------- | ----------- | ----------- |
| 100 metri              | 11"06       | 847         | 17          |
| Salto in lungo         | 7,12 m      | 842         | 18          |
| Getto del peso         | 12,03 m     | 608         | 36          |
| Salto in alto          | 1,78 m      | 610         | 36          |
| 400 metri              | 47"16       | 950         | 1           |
| 110 metri ostacoli     | 14"69       | 887         | 20          |
| Lancio del disco       | 37,12 m     | 606         | 28          |
| Salto con l'asta       | 4,90 m      | 880         | 7           |
| Lancio del giavellotto | 53,10 m     | 636         | 19          |
| 1500 metri             | 4'44"80     | 650         | 15          |
| Totale                 |             | 7516        | 21          |

### Gare femminili
| Gara              | Atleta                                                                                                | Batterie | Batterie | Quarti  | Quarti | Semifinali | Semifinali | Finale       | Finale       |
| Gara              | Atleta                                                                                                | Tempo    | Pos.     | Tempo   | Pos.   | Tempo      | Pos.       | Tempo        | Pos.         |
| ----------------- | --- | -------- | -------- | ------- | ------ | ---------- | ---------- | ------------ | ------------ |
| 100 m             | Montell Douglas                                                                                       | 11"36    | 2        | 11"38   | 4      |            |            |              |              |
| 100 m             | Jeanette Kwakye                                                                                       | 11"30    | 2        | 11"18   | 3      | 11"19      | 3          | 11"14        | 6            |
| 100 m             | Laura Turner                                                                                          | 11"65    | 4        |         |        |            |            |              |              |
| 200 m             | Emily Freeman                                                                                         | 22"95    | 2        | 22"95   | 3      | 22"83      | 7          |              |              |
| 400 m             | Lee McConnell                                                                                         |          |          | 51"87   | 3      | 52"11      | 6          |              |              |
| 400 m             | Christine Ohuruogu                                                                                    |          |          | 51"00   | 1      | 50"14      | 1          | 49"62        | Oro          |
| 400 m             | Nicola Sanders                                                                                        |          |          | 51"81   | 2      | 50"71      | 4          |              |              |
| 800 m             | Jennifer Meadows                                                                                      |          |          | 2'00"33 | 3      | 1'59"43    | 6          |              |              |
| 800 m             | Marilyn Okoro                                                                                         |          |          | 1'59"01 | 2      | 1'59"53    | 6          |              |              |
| 800 m             | Jemma Simpson                                                                                         |          |          | 2'02"16 | 4      |            |            |              |              |
| 1500 m            | Lisa Dobriskey                                                                                        |          |          |         |        | 4'03"22    | 3          | 4'02"10      | 4            |
| 1500 m            | Susan Scott                                                                                           |          |          |         |        | 4'14"66    | 4          |              |              |
| 1500 m            | Stephanie Twell                                                                                       |          |          |         |        | 4'06"68    | 6          |              |              |
| 100 m ostacoli    | Sarah Claxton                                                                                         |          |          | 12"97   | 3      | 12"84      | 4          | 12"94        | 8            |
| 400 m ostacoli    | Tasha Danvers                                                                                         |          |          | 55"19   | 1      | 54"31      | 2          | 53"84        | Bronzo       |
| 3000 siepi        | Helen Clitheroe                                                                                       |          |          |         |        | 9'29"14    | 6          |              |              |
| 3000 siepi        | Barbara Parker                                                                                        |          |          |         |        | 9'51"93    | 12         |              |              |
| Staffetta 4x100 m | Emma Ania Montell Douglas Emily Freeman Jeanette Kwakye Ashlee Nelson Anyika Onuora Laura Turner      |          |          |         |        | 43"02      | 2          | non concluso | non concluso |
| Staffetta 4x400 m | Vicki Barr Donna Fraser Lee McConnell Christine Ohuruogu Marilyn Okoro Nicola Sanders Kelly Sotherton |          |          |         |        | 3'25"48    | 3          | 3'22"68      | 5            |

| Gara         | Atleta          | Tempo     | Posizione |
| ------------ | --------------- | --------- | --------- |
| 10000 m      | Jo Pavey        | 31'12"30  | 12        |
| 10000 m      | Kate Reed       | 32'26"69  | 23        |
| Maratona     | Paula Radcliffe | 2h 32'39" | 23        |
| Maratona     | Mara Yamauchi   | 2h 27'29" | 6         |
| Maratona     | Liz Yelling     | 2h 33'12" | 26        |
| Marcia 20 km | Johanna Jackson | 1h 31'33" | 22        |

| Gara                   | Atleta         | Qualificazioni | Qualificazioni | Finale  | Finale |
| Gara                   | Atleta         | Misura         | Pos.           | Misura  | Pos.   |
| ---------------------- | -------------- | -------------- | -------------- | ------- | ------ |
| Salto con l'asta       | Kate Dennison  | 4,40 m         | 15             |         |        |
| Salto in lungo         | Jade Johnson   | 6,61 m         | 10             | 6,64 m  | 7      |
| Lancio del disco       | Philippa Roles | 57,44 m        | 27             |         |        |
| Lancio del martello    | Zoe Derham     | 64,74 m        | 35             |         |        |
| Lancio del giavellotto | Goldie Sayers  | 62,99 m        | 5              | 65,75 m | 4      |

| Prova                  | Julie Hollman | Julie Hollman | Julie Hollman | Kelly Sotherton | Kelly Sotherton | Kelly Sotherton |
| Prova                  | Risultato     | Punti         | Pos.          | Risultato       | Punti           | Pos.            |
| ---------------------- | ------------- | ------------- | ------------- | --------------- | --------------- | --------------- |
| 100 metri ostacoli     | 14"43         | 918           | 37            | 13"18           | 1097            | 4               |
| Salto in alto          | 1,77 m        | 941           | 14            | 1,83 m          | 1016            | 6               |
| Getto del peso         | 12,45 m       | 691           | 32            | 13,87 m         | 785             | 14              |
| 200 metri              | 25"41         | 850           | 33            | 23"39           | 1040            | 2               |
| Salto in lungo         | 6,13 m        | 890           | 15            | 6,33 m          | 953             | 9               |
| Lancio del giavellotto | 39,08 m       | 650           | 12            | 37,66 m         | 622             | 15              |
| 800 metri              | 2'22"54       | 789           | 7             | 2'07"34         | 1004            | 2               |
| Totale                 |               | 5729          | 31            |                 | 6517            | 4               |

## Badminton
| Gara              | Atleta                      | Turno 1                                     | Sedicesimi                                   | Ottavi                                                     | Quarti                                                 | Semifinali | Finale |
| ----------------- | --------------------------- | ------------------------------------------- | -------------------------------------------- | ---------------------------------------------------------- | ------------------------------------------------------ | ---------- | ------ |
| Singolo maschile  | Andrew Smith                | Petr Koukal (Rep. Ceca) 10-21, 21-12, 21-15 | Marc Zwiebler (Germania) 16-21, 21-13, 21-17 |                                                            |                                                        |            |        |
| Singolo femminile | Tracey Hallam               | Yip Pui Yin (Hong Kong) 21-15, 21-17        | Kristína Ludíková (Rep. Ceca) 21-18, 21-13   | Xu Huaiwen (Germania) 7-21, 10-21                          |                                                        |            |        |
| Doppio femminile  | Gail Emms Donna Kellogg     |                                             |                                              | Chien Yu Chin Cheng Wen Hsing (Taipei cinese) 19-21, 13-21 |                                                        |            |        |
| Doppio misto      | Anthony Clark Donna Kellogg |                                             |                                              | He Hanbin Yu Yang (Cina) 15-21, 8-21                       |                                                        |            |        |
| Doppio misto      | Gail Emms Nathan Robertson  |                                             |                                              | Zheng Bo Gao Ling (Cina) 21–16, 16–21, 21–19               | Lee Yong-dae Lee Hyo-jung (Corea del Sud) 19–21, 12–21 |            |        |

## Canoa/kayak
| Gara               | Atleta                       | Batterie | Batterie | Semifinali | Semifinali | Finale   | Finale |
| Gara               | Atleta                       | Tempo    | Pos.     | Tempo      | Pos.       | Tempo    | Pos.   |
| ------------------ | ---------------------------- | -------- | -------- | ---------- | ---------- | -------- | ------ |
| K1 500 m maschile  | Tim Brabants                 | 1'36"338 | 1        | 1'42"530   | 3          | 1'37"671 | Bronzo |
| K1 1000 m maschile | Tim Brabants                 | 3'27"828 | 1        | bye        | bye        | 3'26"323 | Oro    |
| K1 500 m femminile | Lucy Wainwright              | 1'50"103 | 3        | 1'52"580   | 2          | 1'53"102 | 7      |
| K2 500 m femminile | Anna Hemmings Jessica Walker | 1'47"435 | 9        |            |            |          |        |

| Gara         | Atleta         | Preliminari | Preliminari | Preliminari | Preliminari | Semifinali | Semifinali | Finale | Finale | Finale | Finale  |
| Gara         | Atleta         | Manche 1    | Manche 2    | Totale      | Pos.        | Tempo      | Pos.       | Tempo  | Pos.   | Totale | Pos.    |
| ------------ | -------------- | ----------- | ----------- | ----------- | ----------- | ---------- | ---------- | ------ | ------ | ------ | ------- |
| C1 maschile  | David Florence | 89"47       | 82"16       | 171"63      | 3           | 90"46      | 4          | 89"43  | 2      | 178"61 | Argento |
| K1 maschile  | Campbell Walsh | 86"72       | 85"72       | 172"44      | 9           | 95"74      | 16         |        |        |        |         |
| K1 femminile | Fiona Pennie   | 160"06      | 99"00       | 259"06      | 17          |            |            |        |        |        |         |

## Canottaggio
| Gara                     | Atleta | Batterie | Batterie | Quarti/ Ripescaggi | Quarti/ Ripescaggi | Semifinali | Semifinali | Finale  | Finale       |
| Gara                     | Atleta | Tempo    | Pos.     | Tempo              | Pos.               | Tempo      | Pos.       | Tempo   | Pos.         |
| ------------------------ | --- | -------- | -------- | ------------------ | ------------------ | ---------- | ---------- | ------- | ------------ |
| Singolo                  | Alan Campbell | 7'14"98  | 1        | 6'52"74            | 2                  | 7'05"24    | 2          | 7'04"47 | 5            |
| 2 senza                  | Robin Bourne-Taylor Tom Solesbury | 6'59"48  | 4        | 6'41"43            | 4                  |            |            | 6'46"83 | 1 (finale C) |
| 2 di coppia              | Stephen Rowbotham Matthew Wells | 6'26"33  | 1        | bye                | bye                | 6'21"15    | 3          | 6'29"10 | Bronzo       |
| 2 di coppia pesi leggeri | Mark Hunter Zac Purchase | 6'13"69  | 1        | bye                | bye                | 6'29"56    | 1          | 6'10"99 | Oro          |
| 4 senza                  | Tom James Peter Reed Andrew Triggs Hodge Steve Williams                                                                                      | 6'00"59  | 1        | bye                | bye                | 5'54"77    | 1          | 6'06"57 | Oro          |
| 4 senza pesi leggeri     | Richard Chambers James Clarke James Lindsay-Fynn Paul Mattick                                                                                | 5'52"38  | 2        | bye                | bye                | 6'08"75    | 3          | 5'52"12 | 5            |
| Otto                     | Richard Egington Alastair Heathcote Matthew Langridge Tom Lucy Acer Nethercott (timoniere) Alex Partridge Colin Smith Tom Stallard Josh West | 5'52"86  | 1        | bye                | bye                |            |            | 5'25"11 | Argento      |

| Gara                     | Atleta | Batterie | Batterie | Quarti/ Ripescaggi | Quarti/ Ripescaggi | Semifinali | Semifinali | Finale  | Finale       |
| Gara                     | Atleta | Tempo    | Pos.     | Tempo              | Pos.               | Tempo      | Pos.       | Tempo   | Pos.         |
| ------------------------ | --- | -------- | -------- | ------------------ | ------------------ | ---------- | ---------- | ------- | ------------ |
| 2 senza                  | Louisa Reeve Olivia Whitlam3 | 7'29"88  | 3        | 7'34"54            | 2                  |            |            | 7'33"61 | 6            |
| 2 di coppia              | Anna Bebington Elise Laverick | 7'08"65  | 3        | 6'54"76            | 1                  |            |            | 7'07"55 | Bronzo       |
| 2 di coppia pesi leggeri | Helen Casey Hester Goodsell | 6'55"23  | 3        | 7'24"23            | 1                  | 7'17"67    | 5          | 7'11"24 | 5 (finale B) |
| 4 di coppia              | Debbie Flood Katherine Grainger Frances Houghton Annabel Vernon | 6'13"70  | 1        | bye                | bye                |            |            | 6'13"37 | Argento      |
| Otto                     | Carla Ashford Jess Eddie Katie Greves Natasha Howard Alison Knowles Caroline O'Connor (timoniere) Natasha Page Beth Rodford Sarah Winckless Louisa Reeve Alice Freeman | 6'08"68  | 2        | 6'12"10            | 3                  |            |            | 6'13"72 | 5            |

## Ciclismo

### BMX
| Gara          | Atleta        | Qualificazione | Qualificazione | Quarti | Quarti | Semifinali | Semifinali | Finale       | Finale       |
| Gara          | Atleta        | Tempo          | Pos.           | Punti  | Pos.   | Punti      | Pos.       | Tempo        | Pos.         |
| ------------- | ------------- | -------------- | -------------- | ------ | ------ | ---------- | ---------- | ------------ | ------------ |
| BMX maschile  | Liam Phillips | 37"392         | 28             | 18     | 7      |            |            |              |              |
| BMX femminile | Shanaze Reade | 36"882         | 2              |        |        | 10         | 5          | squalificata | squalificata |

### Su pista
| Gara                  | Atleta                                                | Qualificazione | Qualificazione | Secondo turno | Secondo turno                           | Secondo turno | Finale   | Finale                                   |
| Gara                  | Atleta                                                | Tempo          | Pos.           | Tempo         | Avversario                              | Pos.          | Tempo    | Avversario                               |
| --------------------- | ----------------------------------------------------- | -------------- | -------------- | ------------- | --------------------------------------- | ------------- | -------- | ---------------------------------------- |
| Individuale maschile  | Bradley Wiggins                                       | 4'15"031       | 1              | 4'16"571      | Aleksandr Serov (Russia) 4'25"391       | 1             | 4'16"977 | Hayden Roulston (Nuova Zelanda) 4'19"611 |
| Individuale maschile  | Steven Burke                                          | 4'22"260       | 5              | 4'21"558      | Volodymyr Djudja (Ucraina) 4'22"471     | 3             | 4'20"947 | Aleksej Markov (Russia) 4'24"149         |
| Individuale femminile | Wendy Houvenaghel                                     | 3'28"443       | 1              | 3'27"829      | Lada Kozlikova (Rep. Ceca) non concluso | 1             | 3'30"395 | Rebecca Romero (Regno Unito) 3'28"321    |
| Individuale femminile | Rebecca Romero                                        | 3'28"641       | 2              | 3'27"703      | Katie Mactier (Australia) 3'37"296 OVL  |               | 3'28"321 | Wendy Houvenaghel (Regno Unito) 3'30"395 |
| Squadre maschile      | Ed Clancy Paul Manning Geraint Thomas Bradley Wiggins | 3'57"101       | 1              | 3'55"202      | Russia OVL                              | 1             | 3'53"314 | Danimarca 4'00"040                       |

| Maschile         | Chris Hoy                         | 9"815  | 1 | Denis Dmitriev (Russia) Vinto (10"670)     | Kazunari Watanabe (Giappone) Vinto (10"636) | Azizulhasni Awang (Malaysia) Vinto (2-0)  | Mickaël Bourgain (Francia) Vinto (2-0) | Jason Kenny (Regno Unito) Vinto (2-0) |
| Maschile         | Jason Kenny                       | 9"857  | 2 | Lukasz Kwiatowski (Polonia) Vinto (10"672) | Azizulhasni Awang (Malaysia) Vinto (10"546) | Kévin Sireau (Francia) Vinto (2-0)        | Maximilian Levy (Germania) Vinto (2-0) | Chris Hoy (Regno Unito) Perso (0-2)   |
| Femminile        | Victoria Pendleton                | 10"963 | 1 |                                            | Sakie Tsukuda (Giappone) Vinto (11"736)     | Simona Krupeckaitė (Lituania) Vinto (2-0) | Willy Kanis (Paesi Bassi) Vinto (2-0)  | Anna Meares (Australia) Vinto (2-0)   |
| Squadre maschile | Chris Hoy Jason Kenny Jamie Staff | 42"950 | 1 |                                            |                                             |                                           | Stati Uniti) Vinto (43"034)            | Francia) Vinto (43"128)               |

| Gara                    | Atleta                         | Punti | Pos.   |
| ----------------------- | ------------------------------ | ----- | ------ |
| Corsa a punti maschile  | Chris Newton                   | 56    | Bronzo |
| Corsa a punti femminile | Rebecca Romero                 | 3     | 11     |
| Madison maschile        | Mark Cavendish Bradley Wiggins | 6     | 9      |

| Atleta     | Preliminari | Ripescaggi | Semifinale | Finale  |
| ---------- | ----------- | ---------- | ---------- | ------- |
| Ross Edgar | 1           |            | 1          | Argento |
| Chris Hoy  | 1           |            | 1          | Oro     |

### Su strada e Cross country
| Gara                     | Atleta          | Tempo        | Posizione    |
| ------------------------ | --------------- | ------------ | ------------ |
| Corsa in linea maschile  | Jonathan Bellis | non concluso | non concluso |
| Corsa in linea maschile  | Steve Cummings  | non concluso | non concluso |
| Corsa in linea maschile  | Roger Hammond   | non concluso | non concluso |
| Corsa in linea maschile  | Ben Swift       | non concluso | non concluso |
| Cronometro maschile      | Steve Cummings  | 1h 05'07"91  | 11           |
| Corsa in linea femminile | Nicole Cooke    | 3h 32'24"    | Oro          |
| Corsa in linea femminile | Sharon Laws     | 3h 33'17"    | 35           |
| Corsa in linea femminile | Emma Pooley     | 3h 32'55"    | 23           |
| Cronometro femminile     | Nicole Cooke    | 37'14"25     | 15           |
| Cronometro femminile     | Emma Pooley     | 35'16"01     | Argento      |
| Cross country maschile   | Oli Beckingsale | 2h 01'25"    | 12           |
| Cross country maschile   | Liam Killeen    | 2h 00'14"    | 7            |

## Equitazione
| Gara        | Atleta                                                          | Cavallo             | Dressage | Cross country | Salto | Salto di finale | Totale | Posizione |
| ----------- | --------------------------------------------------------------- | ------------------- | -------- | ------------- | ----- | --------------- | ------ | --------- |
| Individuale | Kristina Cook                                                   | Miners Frolic       | 40,20    | 17,20         | 0     | 0               | 57,40  | Bronzo    |
| Individuale | Daisy Dick                                                      | Spring Along        | 51,70    | 17,20         | 11    |                 | 79,90  | 24        |
| Individuale | William Fox-Pitt                                                | Parkmore Ed         | 50,20    | 10,00         | 4     | 4               | 68,20  | 12        |
| Individuale | Sharon Hunt                                                     | Tankers Town        | 43,50    | 27,60         | 4     |                 | 95,90  | 35        |
| Individuale | Mary King                                                       | Call Again Cavalier | 38,10    | 18,00         | 8     | 4               | 68,10  | 11        |
| Squadre     | Kristina Cook Daisy Dick William Fox-Pitt Sharon Hunt Mary King | v. sopra            | 121,80   | 51,90         |       | 12              | 185,90 | Bronzo    |

| Gara        | Atleta                                        | Cavallo        | Test   | Test | Special test | Special test | Freestyle | Freestyle | Totale | Totale |
| Gara        | Atleta                                        | Cavallo        | Punti  | Pos. | Punti        | Pos.         | Punti     | Pos.      | Punti  | Pos.   |
| ----------- | --------------------------------------------- | -------------- | ------ | ---- | ------------ | ------------ | --------- | --------- | ------ | ------ |
| Individuale | Laura Bechtolsheimer                          | Mistral Hojris | 65,917 | 24   | 67,160       | 18           |           |           |        |        |
| Individuale | Jane Gregory                                  | Lucky Star     | 63,375 | 31   |              |              |           |           |        |        |
| Individuale | Emma Hindle                                   | Lancet 2       | 71,125 | 4    | 70,440       | 9            | 74,250    | 6         | 72,345 | 7      |
| Squadre     | Laura Bechtolsheimer Jane Gregory Emma Hindle | v. sopra       |        |      |              |              |           |           | 66,805 | 6      |

| Gara        | Atleta                                             | Cavallo              | Qualificazioni | Qualificazioni | Qualificazioni | Qualificazioni | Qualificazioni | Qualificazioni | Finale      | Finale      | Finale      | Finale      | Finale      | Finale      |
| Gara        | Atleta                                             | Cavallo              | Turno 1        | Turno 1        | Turno 2        | Turno 2        | Turno 3        | Turno 3        | Turno A     | Turno A     | Turno B     | Turno B     | Totale      | Totale      |
| Gara        | Atleta                                             | Cavallo              | Pen.           | Pos.           | Pen.           | Pos.           | Pen.           | Pos.           | Pen.        | Pos.        | Pen.        | Pos.        | Pen.        | Pos.        |
| ----------- | -------------------------------------------------- | -------------------- | -------------- | -------------- | -------------- | -------------- | -------------- | -------------- | ----------- | ----------- | ----------- | ----------- | ----------- | ----------- |
| Individuale | Ben Maher                                          | Rolette              | 1              | 14             | 4              | 13             | 0              | 6              | 0           | 1           | 20          | 20          | 20          | 20          |
| Individuale | Nick Skelton                                       | Russel               | 1              | 14             | 8              | 22             | 13             | 31             | 12          | 29          | abbandonato | abbandonato | abbandonato | abbandonato |
| Individuale | Tim Stockdale                                      | Fresh Direct Corlato | 4              | 30             | 4              | 16             | 8              | 18             | 0           | 1           | 16          | 17          | 16          | 16          |
| Individuale | John Whitaker                                      | Peppermill           | 5              | 39             | abbandonato    | abbandonato    | abbandonato    | abbandonato    | abbandonato | abbandonato | abbandonato | abbandonato |             |             |
| Squadre     | Ben Maher Nick Skelton Tim Stockdale John Whitaker | v. sopra             |                |                |                |                |                |                | 16          | 6           | 21          | 4           | 37          | 6           |

## Ginnastica

### Ginnastica artistica
| Gara                                        | Atleta                                                                          | Volteggio | Corpo libero | Cavallo con maniglie | Anelli | Parallele | Sbarra | Trave  | Totale  | Posizione | Finali               |
| ------------------------------------------- | ------------------------------------------------------------------------------- | --------- | ------------ | -------------------- | ------ | --------- | ------ | ------ | ------- | --------- | -------------------- |
| Qualificazioni maschili                     | Daniel Keatings                                                                 | 15,625    | 14,900       | 15,175               | 13,775 | 14,900    | 88,950 |        | 88,950  | 25        | concorso individuale |
| Qualificazioni maschili                     | Louis Smith                                                                     | 15,375    | 13,700       | 15,325               | 15,325 | 13,425    | 14,175 |        | 85,325  | 41        | cavallo              |
| Qualificazioni femminili                    | Imogen Cairns                                                                   | 14,850    | 14,550       |                      |        | 13,475    |        | 14,175 | 57,050  | 33        | nessuna              |
| Qualificazioni femminili                    | Beckie Downie                                                                   | 15,050    | 14,150       |                      |        | 14,650    |        | 14,225 | 58,075  | 24        | concorso individuale |
| Qualificazioni femminili                    | Marissa King                                                                    | 14,875    | 13,750       |                      |        | 13,475    |        | 14,325 | 56,425  | 42        | nessuna              |
| Qualificazioni femminili                    | Beth Tweddle                                                                    | -         | 14,950       |                      |        | 15,650    |        | -      | 30,600  | 81        | parallele            |
| Qualificazioni femminili                    | Hannah Whelan                                                                   | 13,500    | 14,125       |                      |        | -         |        | 14,325 | 41,950  | 78        | nessuna              |
| Qualificazioni femminili                    | Rebecca Wing                                                                    | 14,550    | -            |                      |        | 14,575    |        | 14,575 | 43,225  | 73        | nessuna              |
| Qualificazioni concorso a squadre femminile | Imogen Cairns Becky Downie Marissa King Beth Tweddle Hannah Whelan Rebecca Wing | 59,325    | 57,775       |                      |        | 57,875    |        | 57,450 | 232,425 | 9         | no                   |

| Gara                             | Atleta          | Punteggio | Posizione |
| -------------------------------- | --------------- | --------- | --------- |
| Concorso individuale maschile    | Daniel Keatings | 89,200    | 20        |
| Cavallo maschile                 | Louis Smith     | 15,725    | Bronzo    |
| Concorso individuale femminile   | Beckie Downie   | 59,450    | 12        |
| Parallele asimmetriche femminili | Beth Tweddle    | 16,625    | 4         |

### Trampolino
| Gara                 | Atleta        | Qualificazioni | Qualificazioni | Finale | Finale |
| Gara                 | Atleta        | Punti          | Pos.           | Punti  | Pos.   |
| -------------------- | ------------- | -------------- | -------------- | ------ | ------ |
| Trampolino femminile | Claire Wright | 63,10          | 10             |        |        |

## Hockey su prato

### Torneo maschile
La nazionale britannica si è qualificata per i Giochi vincendo il secondo torneo preolimpico mondiale.

#### Squadra
La squadra era formata da:
- Alistair McGregor (portiere)
- Glenn Kirkham
- Richard Alexander
- Richard Mantell
- Ashley Jackson
- Simon Mantell
- Stephen Dick
- Matt Daly
- Jonty Clarke
- Rob Moore
- Ben Hawes (capitano)
- Alastair Wilson
- Barry Middleton
- James Tindall
- Jon Bleby
- Ben Marsden

#### Prima fase
| Data      | Ora locale | Partita       | Partita | Partita       |
| --------- | ---------- | ------------- | ------- | ------------- |
| 11 agosto | 10.30      | Pakistan      | 2-4     | Gran Bretagna |
| 13 agosto | 21.00      | Paesi Bassi   | 1-0     | Gran Bretagna |
| 15 agosto | 21.00      | Sudafrica     | 0-2     | Gran Bretagna |
| 17 agosto | 08.30      | Gran Bretagna | 1-1     | Canada        |
| 19 agosto | 20.30      | Australia     | 3-3     | Gran Bretagna |

| Squadra       | P.ti | G | V | P | S | GF | GS | DR  |
| ------------- | ---- | - | - | - | - | -- | -- | --- |
| Paesi Bassi   | 13   | 5 | 4 | 1 | 0 | 16 | 6  | +10 |
| Australia     | 11   | 5 | 3 | 2 | 0 | 24 | 7  | +17 |
| Gran Bretagna | 8    | 5 | 2 | 2 | 1 | 10 | 7  | +3  |
| Pakistan      | 6    | 5 | 2 | 0 | 3 | 11 | 13 | -2  |
| Canada        | 4    | 5 | 1 | 1 | 3 | 10 | 17 | −7  |
| Sudafrica     | 0    | 5 | 0 | 0 | 5 | 4  | 25 | −21 |

#### Seconda fase
Finale 5º-6º posto
| Arbitro: | Murray Grime (AUS), Roel Van Eert (NED) |

|                                                       |           |                   |
| Middleton 44' Jackson 49' Clarke 54', 63' Kirkham 70' | Marcatori | Jang 48' Hyun 67' |

### Torneo femminile
La nazionale britannica si è qualificata per i Giochi arrivando terza nel campionato europeo del 2007.

#### Squadra
La squadra era formata da:
- Beth Storry (portiere)
- Lisa Wooding
- Anne Panter
- Crista Cullen
- Melanie Clewlow
- Charlotte Craddock
- Helen Richardson
- Joanne Ellis
- Lucilla Wright
- Kate Walsh (capitano)
- Chloe Rogers
- Jennie Bimson
- Rachel Walker
- Alex Danson
- Sarah Thomas
- Jo Ellis

#### Prima fase
| Data      | Ora locale | Partita       | Partita | Partita       |
| --------- | ---------- | ------------- | ------- | ------------- |
| 10 agosto | 21.00      | Germania      | 5-1     | Gran Bretagna |
| 12 agosto | 08.30      | Argentina     | 2-2     | Gran Bretagna |
| 14 agosto | 21.00      | Nuova Zelanda | 1-2     | Gran Bretagna |
| 16 agosto | 20.30      | Gran Bretagna | 2-1     | Giappone      |
| 18 agosto | 18.00      | Gran Bretagna | 0-0     | Stati Uniti   |

| Squadra          | P.ti | G | V | P | S | GF | GS | DR |
| ---------------- | ---- | - | - | - | - | -- | -- | -- |
| 1. Germania      | 12   | 5 | 4 | 0 | 1 | 12 | 8  | +4 |
| 2. Argentina     | 11   | 5 | 3 | 2 | 0 | 13 | 7  | +6 |
| 3. Gran Bretagna | 8    | 5 | 2 | 2 | 1 | 7  | 9  | −2 |
| 4. Stati Uniti   | 6    | 5 | 1 | 3 | 1 | 9  | 8  | +1 |
| 5. Giappone      | 4    | 5 | 1 | 1 | 3 | 5  | 7  | −2 |
| 6. Nuova Zelanda | 0    | 5 | 0 | 0 | 5 | 6  | 13 | −7 |

#### Seconda fase
Finale 5º-6º posto
| Arbitro: | Sarah Garnett (NZL), Miao Lin (CHN) |

|                                  |           |  |
| Madonna Blyth 29' Hope Munro 68' | Marcatori |  |

## Judo
| Gara   | Atleta         | Tabellone principale                   | Tabellone principale                | Tabellone principale              | Tabellone principale | Tabellone principale | Ripescaggi                        | Ripescaggi                               | Ripescaggi                       | Ripescaggi |
| Gara   | Atleta         | Sedicesimi                             | Ottavi                              | Quarti                            | Semifinali           | Finale               | 1º turno                          | Quarti                                   | Semifinali                       | Finale     |
| ------ | -------------- | -------------------------------------- | ----------------------------------- | --------------------------------- | -------------------- | -------------------- | --------------------------------- | ---------------------------------------- | -------------------------------- | ---------- |
| 60 kg  | Craig Fallon   | Yann Siccardi (Monaco) 1010-0000       | Ludwig Paischer (Austria) 0002-0001 |                                   |                      |                      | Younes Ahamdi (Marocco) 0011-0000 | Kyong Jin Kim (Corea del Nord) 0100-0001 | Gal Yekutiel (Israele) 0101-0200 |            |
| 81 kg  | Euan Burton    | Emmanuel Lucenti (Algeria) 0010-0001   | Safouane Attaf (Marocco) 0010-0001  | Roman Gontiuk (Ucraina) 0010-0121 |                      |                      |                                   | Mario Valles (Colombia) 0110-0001        | Tiago Camilo (Brasile) 0010-0100 |            |
| 90 kg  | Winston Gordon | Khurshid Nabiev (Uzbekistan) 0020-0100 |                                     |                                   |                      |                      |                                   |                                          |                                  |            |
| 100 kg | Peter Cousins  | Levan Zhorzholiani (Georgia) 0000-0010 |                                     |                                   |                      |                      |                                   |                                          |                                  |            |

| Gara   | Atleta          | Tabellone principale              | Tabellone principale                     | Tabellone principale | Tabellone principale | Tabellone principale | Ripescaggi | Ripescaggi | Ripescaggi | Ripescaggi |
| Gara   | Atleta          | Sedicesimi                        | Ottavi                                   | Quarti               | Semifinali           | Finale               | 1º turno   | Quarti     | Semifinali | Finale     |
| ------ | --------------- | --------------------------------- | ---------------------------------------- | -------------------- | -------------------- | -------------------- | ---------- | ---------- | ---------- | ---------- |
| 63 kg  | Sarah Clark     | Claudia Heill (Austria) 0100-1011 |                                          |                      |                      |                      |            |            |            |            |
| 78 kg  | Michelle Rogers | bye                               | Gyeongmi Jeong (Corea del Sud) 0000-0001 |                      |                      |                      |            |            |            |            |
| +78 kg | Karina Bryant   | bye                               | Vanessa Zambotti (Messico) 0001-0021     |                      |                      |                      |            |            |            |            |

## Nuoto
| Gara                           | Atleta                                                             | Batterie | Batterie | Semifinali | Semifinali | Finale   | Finale |  |
| Gara                           | Atleta                                                             | Tempo    | Pos.     | Tempo      | Pos.       | Tempo    | Pos.   |  |
| ------------------------------ | ------------------------------------------------------------------ | -------- | -------- | ---------- | ---------- | -------- | ------ |  |
| 50 m stile libero              | Mark Foster                                                        | 22"35    | 23       |            |            |          |        |  |
| 200 m stile libero             | Ross Davenport                                                     | 1'47"13  | 11       | 1'47"35    | 10         |          |        |  |
| 200 m stile libero             | Robert Renwick                                                     | 1'47"82  | 17       | 1'47"07    | 8          | 1'47"47  | 8      |  |
| 400 m stile libero             | David Carry                                                        |          |          | 3'47"17    | 15         |          |        |  |
| 400 m stile libero             | Dean Milwain                                                       |          |          | 3'48"77    | 21         |          |        |  |
| 1500 m stile libero            | Richard Charlesworth                                               |          |          | 15'17"27   | 25         |          |        |  |
| 1500 m stile libero            | David Davies                                                       |          |          | 14'46"11   | 5          | 14'52"11 | 6      |  |
| 100 m dorso                    | Gregor Tait                                                        | 54"62    | 16       | 54"37      | 12         |          |        |  |
| 100 m dorso                    | Liam Tancock                                                       | 53"85    | 6        | 53"61      | 6          | 53"39    | 6      |  |
| 200 m dorso                    | Gregor Tait                                                        | 1'57"03  | 5        | 1'56"72    | 6          | 1'57"00  | 8      |  |
| 100 m rana                     | Chris Cook                                                         | 1'00"70  | 15       | 1'00"81    | 15         |          |        |  |
| 100 m rana                     | Kristopher Gilchrist                                               | 1'01"34  | 27       |            |            |          |        |  |
| 200 m rana                     | Kristopher Gilchrist                                               | 2'11"13  | 15       | 2'10"27    | 13         |          |        |  |
| 200 m rana                     | James Kirton                                                       | 2'15"25  | 37       |            |            |          |        |  |
| 100 m farfalla                 | Todd Cooper                                                        | 52"52    | 29       |            |            |          |        |  |
| 100 m farfalla                 | Michael Rock                                                       | 52"48    | 27       |            |            |          |        |  |
| 200 m farfalla                 | Michael Rock                                                       | 1'55"55  | 9        | 1'55"90    | 12         |          |        |  |
| 200 m misti                    | James Goddard                                                      | 1'59"72  | 13       | 1'58"63    | 6          | 1'59"24  | 6      |  |
| 200 m misti                    | Liam Tancock                                                       | 1'59"79  | 14       | 1'59"42    | 7          | 2'00"76  | 8      |  |
| 400 m misti                    | Euan Dale                                                          |          |          | 4'18"60    | 19         |          |        |  |
| 400 m misti                    | Thomas Haffield                                                    |          |          | 4'16"72    | 17         |          |        |  |
| Staffetta 4x100 m stile libero | Adam Brown Simon Burnett Ross Davenport Ben Hockin                 |          |          | 3'13"69    | 8          | 3'12"87  | 8      |  |
| Staffetta 4x200 m stile libero | David Carry Ross Davenport Ben Hockin Andrew Hunter Robert Renwick |          |          | 7'07"89    | 4          | 7'05"92  | 6      |  |
| Staffetta 4x100 m misti        | Simon Burnett Chris Cook Michael Rock Liam Tancock                 |          |          | 3'33"83    | 5          | 3'33"69  | 6      |  |
| Fondo 10 km                    | David Davies                                                       |          |          | 1h 51'53"1 | Argento    |          |        |  |

| 50 m stile libero              | Francesca Halsall                                                                                   | 24"93   | 8  | 24"80   | 10 |            |         |  |  |  |  |
| 100 m stile libero             | Francesca Halsall                                                                                   | 53"93   | 5  | 53"94   | 5  | 54"29      | 8       |  |  |  |  |
| 200 m stile libero             | Joanne Jackson                                                                                      | 1'58"00 | 14 | 1'58"70 | 14 |            |         |  |  |  |  |
| 200 m stile libero             | Caitlin McClatchey                                                                                  | 1'56"97 | 3  | 1'57"73 | 7  | 1'57"65    | 6       |  |  |  |  |
| 400 m stile libero             | Rebecca Adlington                                                                                   |         |    | 4'02"24 | 2  | 4'03"22    | Oro     |  |  |  |  |
| 400 m stile libero             | Joanne Jackson                                                                                      |         |    | 4'03"80 | 4  | 4'03"52    | Bronzo  |  |  |  |  |
| 800 m stile libero             | Rebecca Adlington                                                                                   |         |    | 8'18"08 | 1  | 8'14"10    | Oro     |  |  |  |  |
| 800 m stile libero             | Cassandra Patten                                                                                    |         |    | 8'25"91 | 8  | 8'32"35    | 8       |  |  |  |  |
| 100 m dorso                    | Elizabeth Simmonds                                                                                  | 1'00"53 | 12 | 1'00"39 | 10 |            |         |  |  |  |  |
| 100 m dorso                    | Gemma Spofforth                                                                                     | 1'00"11 | 6  | 59"79   | 5  | 59"38      | 4       |  |  |  |  |
| 200 m dorso                    | Elizabeth Simmonds                                                                                  | 2'08"66 | 2  | 2'08"96 | 7  | 2'08"51    | 6       |  |  |  |  |
| 200 m dorso                    | Gemma Spofforth                                                                                     | 2'10"56 | 16 | 2'09"19 | 9  |            |         |  |  |  |  |
| 100 m rana                     | Kirsty Balfour                                                                                      | 1'08"30 | 14 | 1'09"23 | 15 |            |         |  |  |  |  |
| 100 m rana                     | Kate Haywood                                                                                        | 1'08"18 | 11 | 1'08"36 | 11 |            |         |  |  |  |  |
| 200 m rana                     | Kirsty Balfour                                                                                      | 2'27"87 | 18 |         |    |            |         |  |  |  |  |
| 100 m farfalla                 | Francesca Halsall                                                                                   | 58"70   | 21 |         |    |            |         |  |  |  |  |
| 100 m farfalla                 | Jemma Lowe                                                                                          | 58"49   | 16 | 57"78   | 6  | 58!06      | 6       |  |  |  |  |
| 200 m farfalla                 | Ellen Gandy                                                                                         | 2'08"98 | 15 | 2'10"60 | 15 |            |         |  |  |  |  |
| 200 m farfalla                 | Jemma Lowe                                                                                          | 2'08"07 | 10 | 2'07"87 | 9  |            |         |  |  |  |  |
| 200 m misti                    | Hannah Miley                                                                                        | 2'11"72 | 4  | 2'12"35 | 11 |            |         |  |  |  |  |
| 200 m misti                    | Keri-Anne Payne                                                                                     | 2'12"78 | 15 | 2'14"14 | 16 |            |         |  |  |  |  |
| 400 m misti                    | Hannah Miley                                                                                        |         |    | 4'36"56 | 8  | 4'39"44    | 6       |  |  |  |  |
| 400 m misti                    | Keri-Anne Payne                                                                                     |         |    | 4'38"69 | 15 |            |         |  |  |  |  |
| Staffetta 4x100 m stile libero | Julia Beckett Francesca Halsall Melanie Marshall Caitlin McClatchey Jessica Sylvester               |         |    | 3'39"18 | 8  | 3'38"18    | 7       |  |  |  |  |
| Staffetta 4x200 m stile libero | Rebecca Adlington Francesca Halsall Joanne Jackson Melanie Marshall Caitlin McClatchey Hannah Miley |         |    | 7'56"16 | 9  |            |         |  |  |  |  |
| Staffetta 4x100 m misti        | Francesca Halsall Kate Haywood Jemma Lowe Gemma Spofforth                                           |         |    | 3'59"14 | 2  | 3'57"50    | 4       |  |  |  |  |
| Fondo 10 km                    | Cassandra Patten                                                                                    |         |    |         |    | 1h 59'31"0 | Bronzo  |  |  |  |  |
| Fondo 10 km                    | Keri-Anne Payne                                                                                     |         |    |         |    | 1h 59'29"2 | Argento |  |  |  |  |

## Nuoto sincronizzato
| Duo | Olivia Allison Jenna Randall | 43,917 | 14 | 44,667 | 13 |  |  |  |  |  |  |

## Pentathlon moderno
| Gara      | Atleta          | Tiro  | Tiro  | Scherma  | Scherma | Nuoto   | Nuoto | Equitazione | Equitazione | Corsa    | Corsa | Punteggio totale | Posizione |
| Gara      | Atleta          | Punti | Punt. | Vittorie | Punt.   | Tempo   | Punt. | Punti       | Punt.       | Tempo    | Punt. | Punteggio totale | Posizione |
| --------- | --------------- | ----- | ----- | -------- | ------- | ------- | ----- | ----------- | ----------- | -------- | ----- | ---------------- | --------- |
| Maschile  | Sam Weale       | 177   | 1060  | 18       | 832     | 2'02"87 | 1328  | 83,56       | 1036        | 9'21"18  | 1156  | 5412             | 10        |
| Maschile  | Nick Woodbridge | 160   | 856   | 14       | 736     | 1'55"96 | 1412  | 73,22       | 1060        | 9'34"46  | 1104  | 5168             | 25        |
| Femminile | Heather Fell    | 185   | 1156  | 20       | 880     | 2'12"77 | 1328  | 71,58       | 1144        | 10'19"29 | 1244  | 5752             | Argento   |
| Femminile | Katy Livingston | 178   | 1072  | 17       | 808     | 2'15"68 | 1292  | 67,26       | 1172        | 10'29"47 | 1204  | 5548             | 7         |

## Pugilato
| Gara                | Atleta             | Sedicesimi                       | Ottavi                           | Quarti                             | Semifinali                       | Finale                     |
| ------------------- | ------------------ | -------------------------------- | -------------------------------- | ---------------------------------- | -------------------------------- | -------------------------- |
| Pesi mosca          | Khalid Yafai       | bye                              | Andry Laffita (Cuba) 3-9         |                                    |                                  |                            |
| Pesi gallo          | Joe Murray         | Yu Gu (Cina) 7-17                |                                  |                                    |                                  |                            |
| Pesi welter leggeri | Bradley Saunders   | Samuel Kotey Neequaye (Ghana) KO | Alexis Vastine (Francia) 7-11    |                                    |                                  |                            |
| Pesi welter         | Billy Joe Saunders | Adem Kılıççı (Turchia) 14-3      | Carlos Banteaux (Cuba) 6-13      |                                    |                                  |                            |
| Pesi medi           | James DeGale       | Mohamed Hikal (Egitto) 13-4      | Shawn Estrada (Stati Uniti) 11-5 | Bakhtiyar Artayev (Kazakistan) 8-3 | Darren Sutherland (Irlanda) 10-3 | Emilio Correa (Cuba) 16-14 |
| Pesi mediomassimi   | Tony Jeffries      | bye                              | Eleider Alvarez (Colombia) +5-5  | Imre Szello (Ungheria) 10-2        | Kenneth Egan (Irlanda) 3-10      | Bronzo                     |
| Pesi supermassimi   | David Price        |                                  | Islam Timurziev (Russia) RSC     | Jaroslavas Jakšto (Lituania) RSCI  | Roberto Cammarelle (Italia) RSCH | Bronzo                     |

## Scherma
| Gara                           | Atleta          | Turno 1                        | Sedicesimi                     | Ottavi                        | Quarti | Semifinali | Finale |
| ------------------------------ | --------------- | ------------------------------ | ------------------------------ | ----------------------------- | ------ | ---------- | ------ |
| Fioretto individuale maschile  | Richard Kruse   |                                | Virgil Saliscan (Romania) 15-6 | Peter Joppich (Germania) 9-10 |        |            |        |
| Sciabola individuale maschile  | Alex O'Connell  | Nikolay Kovalev (Russia) 14-15 |                                |                               |        |            |        |
| Fioretto individuale femminile | Martina Emanuel | Erinn Smart (Stati Uniti) 7-15 |                                |                               |        |            |        |

## Sollevamento pesi
| Gara  | Atleta          | Strappo | Strappo | Slancio | Slancio | Totale | Posizione |
| Gara  | Atleta          | Ris.    | Pos.    | Ris.    | Pos.    | Totale | Posizione |
| ----- | --------------- | ------- | ------- | ------- | ------- | ------ | --------- |
| 63 kg | Michaela Breeze | 85      | 15      | 100     | 15      | 185    | 15        |

## Taekwondo
| Gara             | Atleta          | Tabellone principale            | Tabellone principale           | Tabellone principale                     | Tabellone principale | Ripescaggi                        | Ripescaggi                 |
| Gara             | Atleta          | Ottavi                          | Quarti                         | Semifinali                               | Finale               | Semifinali                        | Finale                     |
| ---------------- | --------------- | ------------------------------- | ------------------------------ | ---------------------------------------- | -------------------- | --------------------------------- | -------------------------- |
| 58 kg maschile   | Michael Harvey  | Guillermo Perez (Messico) 2-3   |                                |                                          |                      | Rohullah Nikpai (Afghanistan) 1-3 |                            |
| 80 kg maschile   | Aaron Cook      | Anju Jason (Isole Marshall) 7-0 | Carlos Vásquez (Venezuela) 5-2 | Mauro Sarmiento (Italia) 5-6             |                      |                                   | Zhu Guo (Cina) 1-4         |
| +67 kg femminile | Sarah Stevenson | Nadin Dwani (Giordania) 3-2     | Chen Zhong (Cina) 2-1          | María del Rosario Espinoza (Messico) 1-4 |                      |                                   | Noha Abd Rabo (Egitto) 5-1 |

## Tennis
| Gara               | Atleta                   | Trentaduesimi                        | Sedicesimi                                           | Ottavi                                          | Quarti | Semifinali | Finale |
| ------------------ | ------------------------ | ------------------------------------ | ---------------------------------------------------- | ----------------------------------------------- | ------ | ---------- | ------ |
| Singolare maschile | Andy Murray              | Lu Yen-hsun (Taipei cinese) 65-7 4-6 |                                                      |                                                 |        |            |        |
| Doppio maschile    | Andy Murray Jamie Murray |                                      | Daniel Nestor Frédéric Niemeyer (Canada) 4-6 6-3 6-4 | Arnaud Clément Michaël Llodra (Francia) 1-6 3-6 |        |            |        |

## Tiro
| Gara                         | Atleta           | Qualificazioni | Qualificazioni | Finale    | Finale       | Finale |
| Gara                         | Atleta           | Punteggio      | Pos.           | Punteggio | Punt. totale | Pos.   |
| ---------------------------- | ---------------- | -------------- | -------------- | --------- | ------------ | ------ |
| Carabina 10 m aria compressa | Jonathan Hammond | 589            | 29             |           |              |        |
| Carabina 50 m a terra        | Jonathan Hammond | 589            | 34             |           |              |        |
| Carabina 50 m tre posizioni  | Jonathan Hammond | 1148           | 42             |           |              |        |
| Double trap                  | Richard Faulds   | 137            | 5              | 43        | 180          | 6      |
| Double trap                  | Steven Scott     | 134            | 14             |           |              |        |

| Gara  | Atleta            | Qualificazioni | Qualificazioni | Finale    | Finale       | Finale |
| Gara  | Atleta            | Punteggio      | Pos.           | Punteggio | Punt. totale | Pos.   |
| ----- | ----------------- | -------------- | -------------- | --------- | ------------ | ------ |
| Skeet | Charlotte Kerwood | 58             | 16             |           |              |        |
| Trap  | Elena Little      | 66             | 14             |           |              |        |

## Tiro con l'arco
| Gara                  | Atleta                                            | Turno di qualificazione | Turno di qualificazione | Turno 1                            | Turno 2                                | Ottavi                             | Quarti           | Semifinali   | Finale          |
| Gara                  | Atleta                                            | Punteggio               | Pos.                    | Turno 1                            | Turno 2                                | Ottavi                             | Quarti           | Semifinali   | Finale          |
| --------------------- | ------------------------------------------------- | ----------------------- | ----------------------- | ---------------------------------- | -------------------------------------- | ---------------------------------- | ---------------- | ------------ | --------------- |
| Individuale maschile  | Laurence Godfrey                                  | 657                     | 34                      | Bair Badënov (Russia) 109-114      |                                        |                                    |                  |              |                 |
| Individuale maschile  | Simon Terry                                       | 670                     | 7                       | Matti Hatava (Finlandia) 104-105   |                                        |                                    |                  |              |                 |
| Individuale maschile  | Alan Wills                                        | 661                     | 27                      | Mauro Nespoli (Italia) 103-98      | Marco Galiazzo (Italia) 110-109        | Juan Carlos Stevens (Cuba) 104-108 |                  |              |                 |
| Squadre maschile      | Laurence Godfrey Simon Terry Alan Wills           | 1998                    | 5                       |                                    |                                        | Cina 210-214                       |                  |              |                 |
| Individuale femminile | Charlotte Burgess                                 | 623                     | 40                      | Guo Dan (Cina) 106-104             | Naomi Folkard (Regno Unito) 96-110     |                                    |                  |              |                 |
| Individuale femminile | Naomi Folkard                                     | 651                     | 8                       | Soha Abed Elaal (Egitto) 107-95    | Charlotte Burgess (Regno Unito) 110-96 | Nami Hayakawa (Giappone) 97-106    |                  |              |                 |
| Individuale femminile | Alison Williamson                                 | 651                     | 7                       | Wei Pi-Hsiu (Taipei cinese) 108-99 | Khatuna Lorig (Stati Uniti) 108-112    |                                    |                  |              |                 |
| Squadre femminile     | Charlotte Burgess Naomi Folkard Alison Williamson | 1925                    | 2                       |                                    |                                        | bye                                | Giappone 201-196 | Cina 202-208 | Francia 201-203 |

## Triathlon
| Gara           | Atleta            | Nuoto  | Ciclismo     | Corsa        | Tempo totale | Posizione    |
| -------------- | ----------------- | ------ | ------------ | ------------ | ------------ | ------------ |
| Gara maschile  | Alistair Brownlee | 18'11" | 59'05"       | 32'07"       | 1h 50'19"    | 12           |
| Gara maschile  | Will Clarke       | 18'53" | 58'23"       | 32'18"       | 1h 50'32"    | 14           |
| Gara maschile  | Tim Don           | 18'54" | doppiato     | -            | -            | -            |
| Gara femminile | Hollie Avil       | 20'09" | non concluso | non concluso | non concluso | non concluso |
| Gara femminile | Helen Tucker      | 19'52" | 1h 04'17"    | 37'39"       | 2h 02'55"    | 21           |

## Tuffi
| Gara             | Atleta                        | Preliminari | Preliminari | Semifinale | Semifinale | Finale | Finale |
| Gara             | Atleta                        | Punti       | Pos.        | Punti      | Pos.       | Punti  | Pos.   |
| ---------------- | ----------------------------- | ----------- | ----------- | ---------- | ---------- | ------ | ------ |
| Trampolino 3 m   | Ben Swain                     | 390,30      | 26          |            |            |        |        |
| Piattaforma 10 m | Tom Daley                     | 440,40      | 12          | 458,60     | 8          | 463,55 | 7      |
| Piattaforma 10 m | Peter Waterfield              | 497,65      | 4           | 430,95     | 13         |        |        |
| Trampolino 3 m   | Blake Aldridge Tom Daley      |             |             |            |            | 408,08 | 8      |
| Piattaforma 10 m | Nick Robinson-Baker Ben Swain |             |             |            |            | 402,36 | 7      |

| Gara             | Atleta                    | Preliminari | Preliminari | Semifinale | Semifinale | Finale | Finale |
| Gara             | Atleta                    | Punti       | Pos.        | Punti      | Pos.       | Punti  | Pos.   |
| ---------------- | ------------------------- | ----------- | ----------- | ---------- | ---------- | ------ | ------ |
| Trampolino 3 m   | Rebecca Gallantree        | 232,75 m    | 25          |            |            |        |        |
| Piattaforma 10 m | Tonia Couch               | 320,40      | 12          | 297,20     | 12         | 328,70 | 8      |
| Piattaforma 10 m | Stacie Powell             | 313,90      | 14          | 301,75     | 11         | 303,50 | 10     |
| Trampolino 3 m   | Tonia Couch Stacie Powell |             |             |            |            | 303,48 | 8      |
| Piattaforma 10 m | Tandi Gerrard Hayley Sage |             |             |            |            | 278,25 | 8      |

## Vela
| Gara                   | Atleta                              | Regata | Regata | Regata | Regata | Regata | Regata | Regata | Regata | Regata     | Regata     | Regata | Regata | Regata     | Regata     | Regata     | Regata | Punteggio | Pos.    |
| Gara                   | Atleta                              | 1      | 2      | 3      | 4      | 5      | 6      | 7      | 8      | 9          | 10         | 11     | 12     | 13         | 14         | 15         | M      | Punteggio | Pos.    |
| ---------------------- | ----------------------------------- | ------ | ------ | ------ | ------ | ------ | ------ | ------ | ------ | ---------- | ---------- | ------ | ------ | ---------- | ---------- | ---------- | ------ | --------- | ------- |
| Windsurf maschile      | Nick Dempsey                        | 11     | 9      | 3      | 2      | 1      | 7      | 17     | 5      | 3          | 5          |        |        |            |            |            | 14     | 60        | 4       |
| Windsurf femminile     | Bryony Shaw                         | 4      | 3      | 11     | 6      | 28 OCS | 6      | 5      | 3      | 1          | 2          |        |        |            |            |            | 4      | 45        | Bronzo  |
| Laser maschile         | Paul Goodison                       | 15     | 2      | 15     | 1      | 9      | 7      | 1      | 4      | 6          | cancellata |        |        |            |            |            | 18     | 63        | Oro     |
| Laser Radial femminile | Penny Clark                         | 2      | 22     | 1      | 22     | 3      | 17     | 18     | 23     | 13         | cancellata |        |        |            |            |            | 14     | 112       | 10      |
| 470 maschile           | Jonathan Glanfield Nick Rogers      | 19     | 5      | 1      | 4      | 9      | 6      | 20     | OCS    | 2          | 3          |        |        |            |            |            | 6      | 75        | Argento |
| 470 femminile          | Christina Bassadone Saskia Clark    | 20 DSQ | 8      | 3      | 4      | 15     | 13     | 8      | 3      | 15         | 5          |        |        |            |            |            | 8      | 82        | 6       |
| Star                   | Iain Percy Andrew Simpson           | 7      | 13     | 3      | 5      | 8      | 2      | 1      | 1      | 2          | 6          |        |        |            |            |            | 14     | 49        | Oro     |
| Yngling                | Sarah Ayton Sarah Webb Pippa Wilson | 2      | 3      | 4      | 7      | 4      | 2      | 2      | 5      | cancellate | cancellate |        |        |            |            |            | 2      | 24        | Oro     |
| Finn                   | Ben Ainslie                         | 10     | 1      | 4      | 1      | 1      | 10     | 2      | 2      |            |            |        |        |            |            |            | 2      | 23        | Oro     |
| 49er                   | Stevie Morrison Ben Rhodes          | 4      | 3      | 5      | 14     | 14     | 15     | 20 OCS | 3      | 2          | 8          | 11     | 15     | cancellate | cancellate | cancellate | 6      | 100       | 9       |
| Tornado                | Will Howden Leigh McMillan          | 6      | 8      | 13     | 8      | 14     | 7      | 7      | 2      | 3          | 12         |        |        |            |            |            | 2      | 68        | 6       |